# R-Zone
R-Zone ist eine 1995 veröffentlichte tragbare Spielkonsole des US-amerikanischen Spielzeugherstellers Tiger Electronics. Eine Besonderheit der Konsole sind die auf den austauschbaren Spielmodulen befindlichen LC-Displays sowie die Befestigung am Kopf des Spielers mit einem Stirnband. Die R-Zone verkaufte sich trotz mehrerer Revisionen nie in größeren Stückzahlen und der Vertrieb wurde nach nur zwei Jahren eingestellt.

## Historie
Sie wurde im Februar 1995 auf der American International Toy Fair vorgestellt und noch im selben Jahr zu einem vergleichsweise niedrigen Verkaufspreis von 29 US-Dollar veröffentlicht. Wegen ihres kommerziellen Misserfolgs wurde der Vertrieb bereits zwei Jahre nach Veröffentlichung wieder eingestellt. Obwohl es nie einen direkten Konkurrenten gab, wird sie fälschlicherweise häufig als Konkurrent zu Nintendos Virtual Boy gesehen.

## Hardware

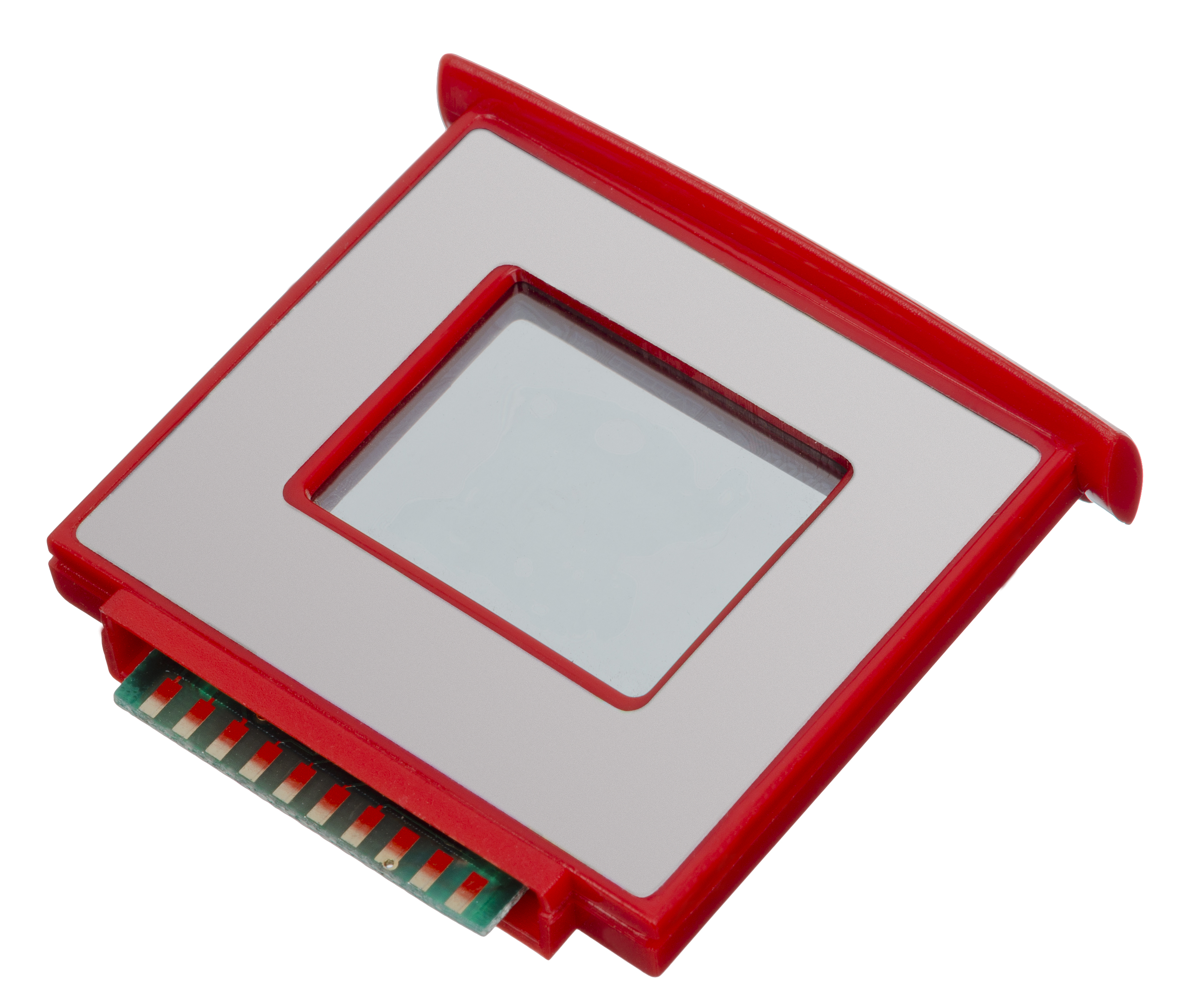
Spielmodul für die R-Zone mit transparentem LC-Display in der Mitte

Die Konsole besteht aus einem Projektor, der das aus zwei Farben zusammengesetzte Bild des LCD-Spiels auf eine transparente Kunststoff-Linse vor das Auge des Spielers projiziert. Sie ist an einem Stirnband befestigt, welches sich der Spieler um den Kopf klemmt, sodass sich die spiegelnde Linse vor seinem Auge befindet. Der Controller verfügt über zehn Tasten und ein Steuerkreuz, darunter die Tasten „A“, „B“, „C“ und „D“, welche je nach Spiel eine andere Funktion haben. „ON“ schaltet die Konsole ein, „OFF“ schaltet sie aus, „SOUND“ schaltet die Hintergrund-Musik ein bzw. aus, „SELECT“ findet keine größere Verwendung, „START“ startet die Spiele und „PAUSE“ pausiert das laufende Spiel.
Die Konsole verfügt über keinen eingebauten Prozessor, die Mikrocontroller befinden sich auf den Spielmodulen. Die Spiele sind vergleichbar mit denen des Game & Watch und anderen LCD-Spielen der 1980er Jahre mit vorgegebenen Bildelementen und haben keine Rastergrafik wie der Game Boy oder Virtual Boy.

### Varianten

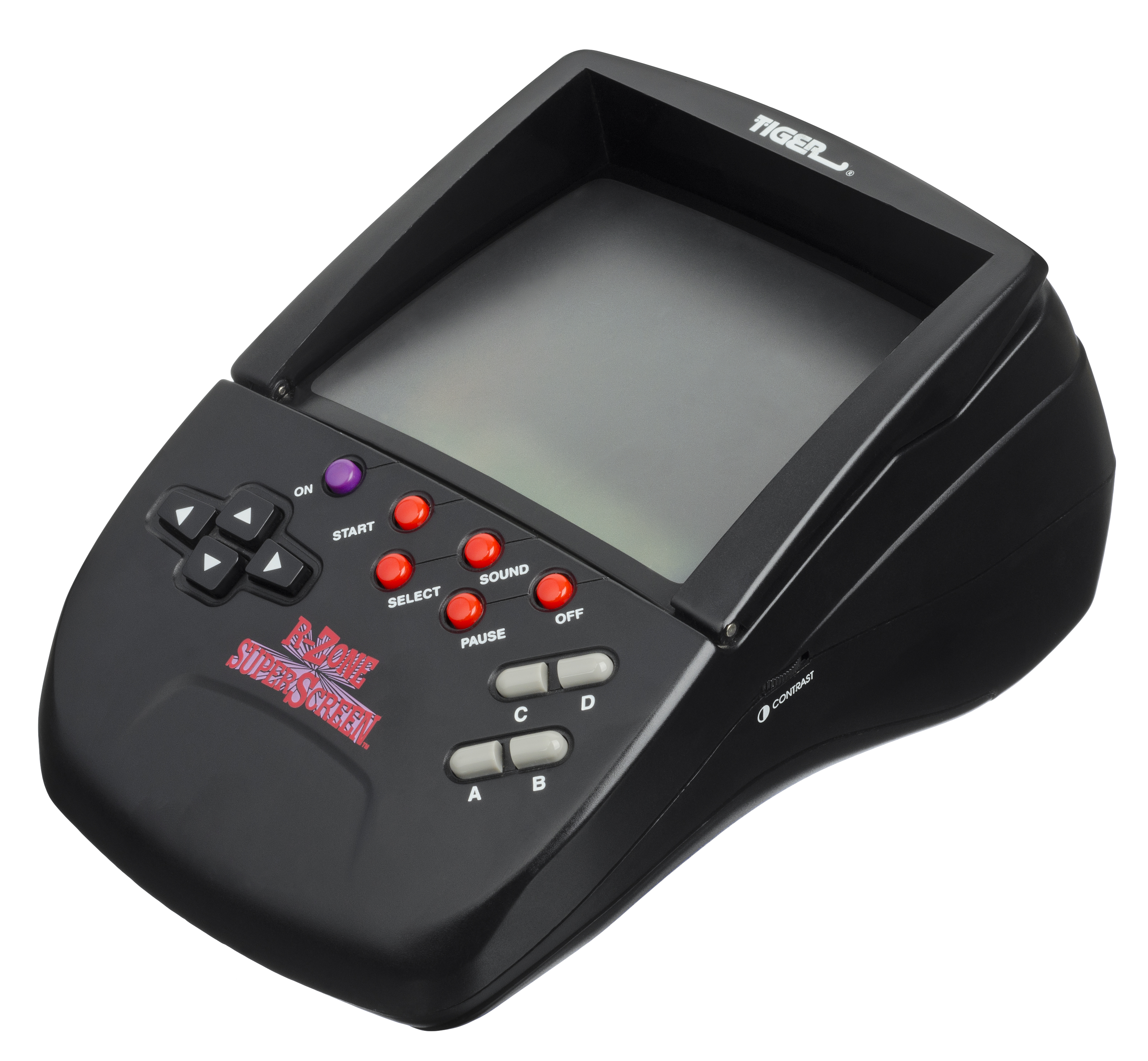
R-Zone SuperScreen

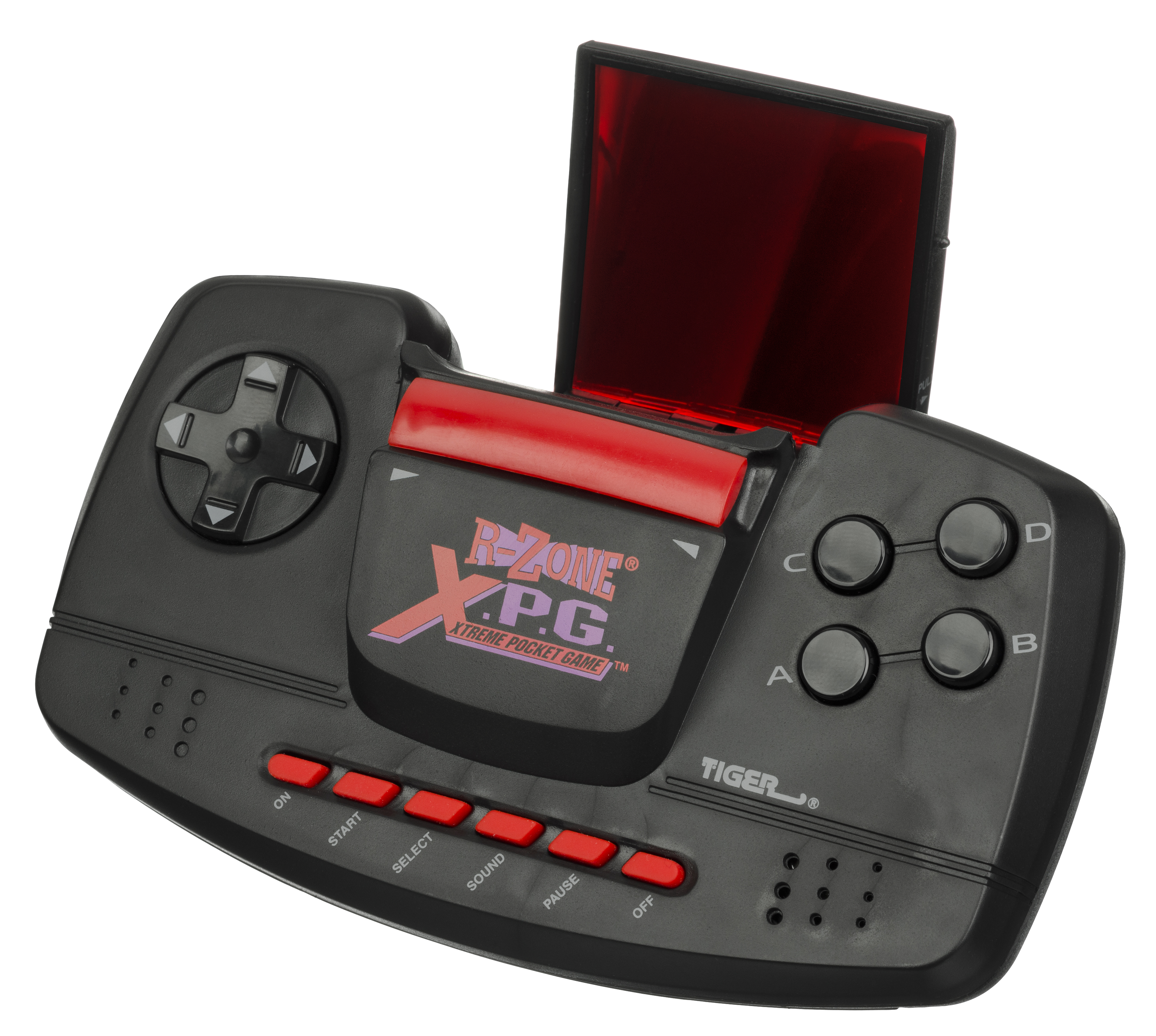
R-Zone X.P.G.

Weitere Varianten der R-Zone erschienen mit dem R-Zone Super Screen, dem R-Zone X.P.G. sowie dem DataZone, einer Kombination aus Spielkonsole und PDA.
Ersteres ist ein 1996 nach großer Kritik am ersten Modell veröffentlichtes reines Handheld-Gerät, mit dem Spielmodule des originalen R-Zone ohne Headset, auf einem größeren Bildschirm und teilweise mit farbigem Hintergrundbild gespielt werden können. Das Steuerkreuz auf dem Controller der Headset-Variante wurde durch vier einzelne Richtungstasten ersetzt.
Mit dem X.P.G. (kurz für Xtreme Pocket Game) erschien 1997 wieder eine Handheld-Konsole, die zwar erneut auf das Spiegel-Prinzip des ersten Modells setzte, was diesmal durch den Einsatz eines Spiegels statt nur einer semi-transparenten, spiegelnden Linse vor dem Auge des Spielers aber deutlich besser funktioniert.

## Spiele
Für die R-Zone erschienen über 25 Spiele teils bekannter Marken wie Batman, Star Wars, Jurassic Park und Mortal Kombat.

## Rezeption
Kurz nach Veröffentlichung bezeichnete The Chicago Tribune die Spielkonsole als Verschwendung von Zeit und Geld und riet vom Kauf ab. Spiele auf der R-Zone seien schwierig zu sehen, seltsam zu spielen und machten insgesamt nicht viel Spaß. „Die R-Zone sollte in den Mülleimer geworfen werden, wo sie hingehört.“ Trotz des vergleichsweise geringen Einstiegspreises und bekannter Spiele-Marken war die Konsole nie besonders beliebt.
Retro Gamer verglich die R-Zone mit dem Microvision und hob dabei die Besonderheit des austauschbaren LC-Bildschirms hervor. In 2008 bezeichnete GamesRadar+ die R-Zone als eine der schlechtesten Konsolen aller Zeiten und nennt sie eine schlechte Version von Nintendos Virtual Boy. In 2016 beurteilte Vice die R-Zone als dem Virtual Boy ähnlich, aber deutlich schlechter.